# Oscillateur de Dunkl
Pour les articles homonymes, voir oscillateur.
 (octobre 2018).
L'oscillateur de Dunkl est un système développé dans le cadre de la physique mathématique, décrit par les lois de la mécanique quantique et qui correspond essentiellement à un oscillateur harmonique, à la différence près que le terme d'énergie cinétique n'est pas une dérivée seconde, mais un opérateur de Dunkl (en) appliqué deux fois. En une dimension, l'hamiltonien du système est
{\displaystyle {\mathcal {H}}=-{\dfrac {\hbar ^{2}}{2m}}{{\mathcal {D}}_{x}}^{2}+{\dfrac {1}{2}}m\omega ^{2}x^{2},}
avec les paramètres {\displaystyle m} et {\displaystyle \omega } de l'oscillateur harmonique et où {\displaystyle {\mathcal {D}}_{x}} est l'opérateur de Dunkl en {\displaystyle x}, défini par
{\displaystyle {\mathcal {D}}_{x}={\dfrac {\partial }{\partial x}}+{\dfrac {\mu }{x}}(\mathbb {I} -R_{x}),}
où {\displaystyle \mu } est une constante, {\displaystyle \mathbb {I} } est l'opérateur identité et {\displaystyle R_{x}}est l'opérateur de réflexion par rapport à {\displaystyle x=0}, défini par {\displaystyle R_{x}f(x,y,z,...)=f(-x,y,z,...)}.

## Résolution
La résolution algébrique de ce système a été faite en détail. En voici les grandes lignes.

### En une dimension
Le spectre énergétique de l'hamiltonien ci dessus est le suivant.
{\displaystyle {\mathcal {E}}=\hbar \omega \left(n+\mu +{\dfrac {1}{2}}\right)}
avec {\displaystyle n\in \mathbb {N} }. Les fonctions d'ondes propres correspondantes sont
{\displaystyle \psi _{n}(x)=e^{-m\omega x^{2}/(2\hbar )}H_{n}^{\mu }\left({\sqrt {\dfrac {m\omega }{\hbar }}}x\right)}
où {\displaystyle p=0,1} et où {\displaystyle H_{2n+p}^{\mu }(u)} est un polynôme de Hermite généralisé, défini par
{\displaystyle H_{2n+p}^{\mu }(u)=(-1)^{n}{\sqrt {\dfrac {n!}{\Gamma (n+p+\mu +1/2)}}}u^{p}L_{n}^{(\mu -1/2+p)}\left(u^{2}\right)}
où {\displaystyle L_{n}^{(\mu -1/2+p)}\left(u^{2}\right)} est un polynôme de Laguerre généralisé évalué en {\displaystyle u^{2}}.
Ces fonctions d'ondes propres sont orthonormées dans l'espace {\displaystyle L^{2}} pondéré par le produit scalaire
{\displaystyle \langle g|f\rangle =\int _{-\infty }^{+\infty }g^{*}(x)f(x)|x|^{2\mu }dx}

#### Algèbre dynamique
Les opérateurs d'annihiliation et de création de l'oscillateur de Dunkl en une dimension sont respectivement
{\displaystyle A={\dfrac {1}{\sqrt {2m\hbar \omega }}}(m\omega x+\hbar {\mathcal {D}}_{x})} et {\displaystyle A^{\dagger }={\dfrac {1}{\sqrt {2m\hbar \omega }}}(m\omega x-\hbar {\mathcal {D}}_{x})}.
En effet, {\displaystyle [{\mathcal {H}},A]=-\hbar \omega A} et {\displaystyle [{\mathcal {H}},A^{\dagger }]=\hbar \omega A^{\dagger }} (ces deux relations justifient le fait que les quanta d'énergie du système soient {\displaystyle \hbar \omega }). De plus, 
{\displaystyle [A,A^{\dagger }]=\mathbb {I} +2\mu R_{x}}, {\displaystyle {\mathcal {H}}={\dfrac {\hbar \omega }{2}}\{A,A^{\dagger }\}}, {\displaystyle \{A,R_{x}\}=\{A^{\dagger },R_{x}\}=0} et {\displaystyle [{\mathcal {H}},R_{x}]=0}.
Ces relations de commutation et d'anti-commutation (le commutateur et l'anti-commutateur de deux opérateurs {\displaystyle {\hat {A}}} et {\displaystyle {\hat {B}}} étant définis respectivement par {\displaystyle [{\hat {A}},{\hat {B}}]={\hat {A}}{\hat {B}}-{\hat {B}}{\hat {A}}} et {\displaystyle \{{\hat {A}},{\hat {B}}\}={\hat {A}}{\hat {B}}+{\hat {B}}{\hat {A}}}) engendrent l'algèbre dynamique du système, qui est {\displaystyle sl_{-1}(2)}.

### Dans le plan (en deux dimensions)
L'hamiltonien de ce système est
{\displaystyle {\mathcal {H}}=-{\dfrac {\hbar ^{2}}{2m}}\left({{\mathcal {D}}_{x}}^{2}+{{\mathcal {D}}_{y}}^{2}\right)+{\dfrac {1}{2}}m\omega ^{2}(x^{2}+y^{2})} avec {\displaystyle {\mathcal {D}}_{x}={\dfrac {\partial }{\partial x}}+{\dfrac {\mu _{x}}{x}}(\mathbb {I} -R_{x})}
et une définition analogue pour {\displaystyle {\mathcal {D}}_{y}}. Dans le cas (isotrope) où {\displaystyle \mu _{x}=\mu _{y}}, ce système est invariant sous les transformations du groupe {\displaystyle SO(2)}.

#### Séparabilité en coordonnées cartésiennes
L'équation de Schrödinger correspondante à cet hamiltonien est trivialement séparable en coordonnées cartésiennes. Son spectre énergétique, exprimé dans ce système de coordonnées, est le suivant (obtenu simplement en additionnant les spectres des systèmes unidimensionnels correspondants, en {\displaystyle x} et en {\displaystyle y}, obtenus plus haut) :
{\displaystyle {\mathcal {E}}={\mathcal {E}}_{x}+{\mathcal {E}}_{y}=\hbar \omega (n_{x}+n_{y}+\mu _{x}+\mu _{y}+1)} avec {\displaystyle n_{x},n_{y}\in \mathbb {N} }.
Ce spectre est évidemment dégénéré, ce qui peut être expliqué par la présence de symétries et d'un algèbre de Lie qui décrit celles-ci. Ceci sera discuté en détail dans deux sous-sections.
Les fonctions d'ondes propres correspondantes sont les suivantes (obtenues en multipliant les fonctions d'ondes propres correspondantes, en une dimension) :
{\displaystyle \psi _{n_{x},n_{y}}(x,y)=\psi _{n_{x}}(x)\psi _{n_{y}}(y)=e^{-m\omega (x^{2}+y^{2})/(2\hbar )}H_{n_{x}}^{\mu _{x}}\left({\sqrt {\dfrac {m\omega }{\hbar }}}x\right)H_{n_{y}}^{\mu _{y}}\left({\sqrt {\dfrac {m\omega }{\hbar }}}y\right)}

#### Séparabilité en coordonnées polaires
L'équation de Schrödinger correspondantes à ce système est également séparable en coordonnées polaires (avec {\displaystyle r} et {\displaystyle \phi } tels que {\displaystyle x=r\cos \phi } et {\displaystyle y=r\sin \phi }). En effet,
{\displaystyle {\mathcal {H}}={\mathcal {A}}_{r}+{\dfrac {1}{r^{2}}}{\mathcal {B}}_{\phi }} où {\displaystyle {\mathcal {A}}_{r}=-{\dfrac {1}{2}}\left({\dfrac {\partial ^{2}}{\partial r^{2}}}-{\dfrac {1}{r}}{\dfrac {\partial }{\partial r}}\right)-{\dfrac {1}{r}}(\mu _{x}+\mu _{y}){\dfrac {\partial }{\partial r}}+{\dfrac {1}{2}}r^{2}} et {\displaystyle {\mathcal {B}}_{\phi }=-{\dfrac {1}{2}}{\dfrac {\partial ^{2}}{\partial \phi ^{2}}}(\mu _{x}\tan \phi -\mu _{y}\cot \phi ){\dfrac {\partial }{\partial \phi }}+{\dfrac {\mu _{x}(\mathbb {I} -R_{x})}{2\cos ^{2}\phi }}+{\dfrac {\mu _{y}(\mathbb {I} -R_{y})}{2\sin ^{2}\phi }}}.
En posant {\displaystyle m^{2}/2} comme constante de séparation et {\displaystyle \Psi _{k,n}(r,\phi )=R_{k}(r)\Phi _{n}(\phi )} comme fonction d'onde à variables séparables en coordonnées polaires, il découle les équations aux valeurs propres suivantes :
{\displaystyle \left({\mathcal {A}}_{r}+{\dfrac {m^{2}}{2r^{2}}}\right)R_{k}(r)={\mathcal {E}}_{k,n}R_{k}(r)} et {\displaystyle {\mathcal {B}}_{\phi }\Phi _{n}(\phi )={\dfrac {m^{2}}{2}}\Phi _{n}(\phi )} où {\displaystyle {\mathcal {E}}_{k,n}} est l'énergie de l'état du système ayant pour nombres quantiques {\displaystyle k\in \mathbb {N} } et {\displaystyle n} est un entier positif ou nul ou un demi-entier positif.
Les fonctions propres {\displaystyle R(r)} (sous condition de normalisation) s'expriment en termes de polynômes de Laguerre généralisées et les fonctions propres (sous condition de normalisation et de continuité sur le cercle) {\displaystyle \Phi (\phi )}, en termes de polynômes de Jacobi.
Le spectre énergétique, quant à lui et en termes de {\displaystyle k} et {\displaystyle n}, est {\displaystyle {\mathcal {E}}_{k,n}=\hbar \omega (2k+2n+\mu _{x}+\mu _{y})}.

#### Algèbre dynamique
De façon analogue au cas unidimensionnel du problème (abordé à la section précédente), ce système possède des opérateurs d'échelle, donnés par 
{\displaystyle A_{x_{i}}={\dfrac {1}{\sqrt {2m\hbar \omega }}}(m\omega x_{i}+\hbar {\mathcal {D}}_{x_{i}})} et {\displaystyle {A_{x_{i}}}^{\dagger }={\dfrac {1}{\sqrt {2m\hbar \omega }}}(m\omega x_{i}-\hbar {\mathcal {D}}_{x_{i}})}
où {\displaystyle x_{i}\in \{x,y\}}. Il en découle les relations de commutation et d'anti-commutation suivantes :
{\displaystyle [{\mathcal {H}},A_{x_{i}}]=-\hbar \omega A_{x_{i}}} et {\displaystyle [{\mathcal {H}},{A_{x_{i}}}^{\dagger }]=\hbar \omega {A_{x_{i}}}^{\dagger }}, {\displaystyle [A_{x_{i}},{A_{x_{i}}}^{\dagger }]=\mathbb {I} +2\mu _{x_{i}}R_{x_{i}}},
{\displaystyle {\mathcal {H}}={\dfrac {\hbar \omega }{2}}\{A_{x},{A_{x}}^{\dagger }\}+{\dfrac {\hbar \omega }{2}}\{A_{y},{A_{y}}^{\dagger }\}}, {\displaystyle \{A_{x_{i}},R_{x_{i}}\}=\{{A_{x_{i}}}^{\dagger },R_{x_{i}}\}=0}, {\displaystyle [{\mathcal {H}}_{x_{i}},R_{x_{i}}]=0}
et avec indépendance des opérateurs ne dépendant que de {\displaystyle x} par rapport à ceux qui ne dépendent que de {\displaystyle y} (c'est-à-dire que si {\displaystyle {\hat {A}}_{x}} et {\displaystyle {\hat {A}}_{y}} sont deux tels opérateurs, {\displaystyle [{\hat {A}}_{x},{\hat {A}}_{y}]=0}).
Ces relations de commutation et d'anti-commutation engendrent l'algèbre dynamique du système, qui est simplement deux copies indépendantes de celui trouvé à la section précédente, c'est-à-dire {\displaystyle sl_{-1}(2)\otimes sl_{-1}(2)}.

#### Algèbre de symétrie et superintégrabilité
En s'inspirant de la construction de Schwinger, les opérateurs suivants sont introduits :
{\displaystyle J_{1}={\dfrac {1}{2}}({A_{x}}^{\dagger }A_{y}+A_{x}{A_{y}}^{\dagger })}, {\displaystyle J_{2}={\dfrac {1}{2i}}({A_{x}}^{\dagger }A_{y}-A_{x}{A_{y}}^{\dagger })} et {\displaystyle J_{3}={\dfrac {1}{4}}\{A_{x},{A_{x}}^{\dagger }\}-{\dfrac {1}{4}}\{A_{y},{A_{y}}^{\dagger }\}={\dfrac {1}{2\hbar \omega }}({\mathcal {H}}_{x}-{\mathcal {H}}_{y})}.
Ces trois opérateurs sont des symétries du système (ils commutent avec l'hamiltonien {\displaystyle {\mathcal {H}}}), ce qui démontre en passant la superintégrabilité maximale du système (puisqu'il y présence 3 symétrie indépendantes du système et que son nombre de degrés de liberté est 2). Par la propriété {\displaystyle {R_{x}}^{2}={R_{y}}^{2}=\mathbb {I} } des opérateurs de réflexion, il découle d'un calcul direct les relations de commutation et d'anti-commutation suivantes :
{\displaystyle [J_{2},J_{3}]=iJ_{1}}, {\displaystyle [J_{3},J_{1}]=iJ_{2}}, {\displaystyle [J_{1},J_{2}]=iJ_{1}\left(J_{3}+J_{3}(\mu _{x}R_{x}+\mu _{y}R_{y})-{\dfrac {1}{2}}{\mathcal {H}}(\mu _{x}R_{x}-\mu _{y}R_{y})\right)},
{\displaystyle \{J_{1},R_{x}\}=\{J_{1},R_{y}\}=\{J_{2},R_{x}\}=\{J_{2},R_{y}\}=0} et {\displaystyle [J_{3},R_{x}]=[J_{3},R_{y}]=0}.
Ces relations de commutation engendrent l'algèbre de symétrie du système, qui est l'algèbre de Schwinger-Dunkl {\displaystyle sd(2)}. Cet algèbre est la déformation de l'algèbre de lie {\displaystyle {\mathfrak {u}}(2)} sous les involutions {\displaystyle R_{x}} et {\displaystyle R_{y}}.